# Frampton Comes Alive!
Az 1976-os Frampton Comes Alive! Peter Frampton dupla koncertlemeze, egyike a legnagyobb példányszámban eladott koncertalbumoknak az Amerikai Egyesült Államokban. A csekély sikerű szólóalbumok után a Frampton Comes Alive! meghozta a zenész számára az áttörést.
Január 6-ai megjelenésekor 191. volt a listákon, de áprilisra már a Billboard 200 lista élére került, ahol 10 hétig maradt. 1976 legeladottabb albuma volt, több mint hatmillió példányban kelt el. A Roling Stone olvasói 1976-ban az év albumává választották. 97 hétig maradt a listán, és még 1977 végén is a 14. helyen állt. Szerepel az 1001 lemez, amit hallanod kell, mielőtt meghalsz című könyvben.
A lemez legjelentősebb dalai a Show Me the Way, a Baby, I Love Your Way és a Do You Feel Like We Do, melyek kislemezként is megjelentek és gyakran játszották őket a rádióban.
1971 januárjában, a lemez kiadásának 25. évfordulója alkalmából jelent meg egy deluxe kiadás, melyen négy bónuszdal szerepel. A dalok sorrendje is jelentősen megváltozott, igyekezve visszaadni a koncerteken játszott dalok sorrendjét.

## Az album dalai
| 1. | Something's Happening | Peter Frampton                          | 5:41 |
| 2. | Doobie Wah            | Frampton, John Headley-Down, Rick Wills | 5:28 |
| 3. | Show Me the Way       | Frampton                                | 4:42 |
| 4. | It's a Plain Shame    | Frampton                                | 4:21 |

| 1. | All I Want to Be (Is by Your Side) | Frampton | 3:27 |
| 2. | Wind of Change                     | Frampton | 2:47 |
| 3. | Baby, I Love Your Way              | Frampton | 4:43 |
| 4. | I Wanna Go to the Sun              | Frampton | 7:02 |

| 1. | Penny for Your Thoughts | Frampton                    | 1:23 |
| 2. | (I'll Give You) Money   | Frampton                    | 5:39 |
| 3. | Shine On                | Frampton                    | 3:35 |
| 4. | Jumpin' Jack Flash      | Mick Jagger, Keith Richards | 7:45 |

| 1. | Lines on My Face        | Frampton                                          | 7:06  |
| 2. | Do You Feel Like We Do? | Frampton, Mick Gallagher, John Siomos, Rick Wills | 14:15 |

## Helyezések és eladási minősítések

### Album
| Év   | Lista           | Helyezés |
| ---- | --------------- | -------- |
| 1976 | Billboard 200   | 1        |
| 1976 | Brit albumlista | 6        |

### Kislemezek
| Év   | Kislemez               | Lista          | Helyezés |
| ---- | ---------------------- | -------------- | -------- |
| 1976 | Baby, I Love Your Way  | US Pop Singles | 12       |
| 1976 | Baby, I Love Your Way  | UK Pop Singles | 43       |
| 1976 | Do You Feel Like We Do | US Pop Singles | 10       |
| 1976 | Do You Feel Like We Do | UK Pop Singles | 39       |
| 1976 | Show Me the Way        | US Pop Singles | 6        |
| 1976 | Show Me the Way        | UK Pop Singles | 10       |

### Eladási minősítések
| Szervezet  | Minősítés  | Dátum               |
| ---------- | ---------- | ------------------- |
| RIAA – USA | arany      | 1976. február 27.   |
| RIAA – USA | platina    | 1976. április 8.    |
| BPI – UK   | arany      | 1976. szeptember 1. |
| RIAA – USA | 6x platina | 1984. november 14.  |

## Közreműködők
- Peter Frampton – gitár, ének
- Bob Mayo – gitár, zongora, Fender Rhodes elektromos zongora, Hammond orgona, vokál
- Stanley Sheldon – basszusgitár, vokál
- John Siomos – dob

## Fordítás
Ez a szócikk részben vagy egészben a Frampton Comes Alive! című angol Wikipédia-szócikk ezen változatának fordításán alapul.  Az eredeti cikk szerkesztőit annak laptörténete sorolja fel. Ez a jelzés csupán a megfogalmazás eredetét és a szerzői jogokat jelzi, nem szolgál a cikkben szereplő információk forrásmegjelöléseként.